# Lure (Alto Saona)
Lure es una comuna francesa situada en el departamento de Alto Saona, en la región Borgoña-Franco Condado.

## Demografía
| 6408 | 7415 | 8639 | 9130 | 8843 | 8727 | 8352 | 8131 |
| Para los censos de 1962 a 1999 la población legal corresponde a la población sin duplicidades (Fuente: INSEE [Consultar]) |      |      |      |      |      |      |      |

## Clima
| Mes                                      | Ene. | Feb. | Mar. | Abr.  | May.  | Jun.  | Jul.  | Ago.  | Sep.  | Oct.  | Nov.  | Dic. | Total anual |
| ---------------------------------------- | ---- | ---- | ---- | ----- | ----- | ----- | ----- | ----- | ----- | ----- | ----- | ---- | ----------- |
| Horas medias de sol                      | 54.1 | 85.9 | 124  | 159.6 | 190.5 | 218.2 | 251.7 | 220.6 | 175.1 | 126.3 | 71.2  | 55.7 | 1732.8      |
| Medias mensuales de precipitaciones (mm) | 92.8 | 78.3 | 80.6 | 74.9  | 93.2  | 90.1  | 78    | 89.2  | 79.6  | 76.8  | 101.6 | 101  | 1036        |
| Temperaturas mínimas anuales (°C)        | -2.7 | -1.9 | 0.2  | 2.8   | 6.7   | 9.9   | 11.6  | 11.4  | 8.7   | 5.2   | 0.9   | -2.1 | 4.2         |
| Temperaturas medias (°C)                 | 0.8  | 2.5  | 5.4  | 8.7   | 12.8  | 16.1  | 18.2  | 17.8  | 14.9  | 10.5  | 4.9   | 1.4  | 9.5         |
| Temperaturas máximas anuales (°C)        | 4.2  | 6.9  | 10.6 | 14.7  | 18.9  | 22.3  | 24.7  | 24.1  | 21    | 15.8  | 8.9   | 4.8  | 14.7        |